# Arne Haugan
Arne Gudbrand Haugan, född 10 januari 1917 i Sandøy i Senja i Norge, död 26 februari 1997, var en norsk brigadgeneral. Haugan var son till fiskaren Alfred Nikolai Haugan (1887–1930) och dennes hustru Gudrun Simonsen (1887–1965). Han gifte sig 1942 med svenskan Anna Gunhild Widell (1920–2008) från Edsbyn och blev far till operasångaren Björn Haugan.
Haugan utbildade sig vid Statens Politiskole och var polis i Oslo 1939–1941. Han tjänstgjorde under krigsåren 1941–1945 i Storbritannien, Island, Sverige och på Jan Mayen. Han blev student 1946, officer 1947 och genomgick arméns stabsskola 1951, École d'état-major i Paris 1952 och försvarets högskola 1956.
Haugan blev löjtnant 1947, kapten 1949, major 1953, överstelöjtnant 1957, överste och brigadchef i Landsdelskommando Nord-Norge 1964 och 1966 chef för Vestopplands försvarsdistrikt. År 1972 blev han chef för ”Exercise Branch” inom Natos Supreme Headquarters Allied Powers Europe (SHAPE) i Bryssel med brigadgenerals grad.
Han var ordförande i Hærens Offisersforbund 1953–1954, styrelseledamot av Norsk utenrikspolitisk institutt från 1961 och redaktör för Norsk Militært Tidskrift 1960–1963.